# Chrysotrichia piring
Chrysotrichia piring är en nattsländeart som beskrevs av Wells 1993. Chrysotrichia piring ingår i släktet Chrysotrichia och familjen smånattsländor. Inga underarter finns listade i Catalogue of Life.